# Alexandre Boumans
Alexandre Boumans (22 april 1893 - Antwerpen, 6 november 1952) was een Belgisch worstelaar. 

## Levensloop
Boumans nam één keer deel aan de Olympische Spelen in de Grieks-Romeinse stijl. In 1920 behaalde hij een vierde plaats in het onderdeel vedergewicht.

## Erelijst
- 1920: 4e Olympische Spelen - Grieks-Romeinse stijl tot 60kg